# Castle Douglas
Castle Douglas (gael. Caisteal Dhùghlais) – miasto w południowo-zachodniej Szkocji, w hrabstwie Dumfries and Galloway (historycznie w Kirkcudbrightshire), położone na północnym brzegu jeziora Carlingwark Loch. W 2011 roku liczyło 4174 mieszkańców.
Miasto rozplanowane zostało w 1792 roku w miejscu istniejącej tu wcześniej wsi Carlingwark i było ośrodkiem przemysłu włókienniczego. W latach 1859–1965 w mieście funkcjonowała stacja kolejowa.
Na zachód od miasta, na wyspie na rzece Dee znajdują się ruiny XIV-wiecznego zamku Threave Castle, a na południowy zachód – ogrody Threave Gardens.